# ボンネビル・ダム
ボンネビル閘門とダム（英: Bonneville Lock and Dam）は、アメリカ合衆国オレゴン州・ワシントン州間のコロンビア川146.1マイル地点に所在する、数基の河川流水型ダムから構成される施設である。オレゴン州ポートランドの64 km東方、コロンビア川峡谷の内部に位置する。ボンネビル閘門とダムの主要機能は水力発電および河川航行である。建設・管理はアメリカ陸軍工兵司令部が行なっている。ダムで発電された電力はボンネビル電力事業団により送電される。施設名はオレゴン・トレイルの地図を作製したと伝えられる初期の探検家、ベンジャミン・ボンネビル陸軍大尉の名に由来する。1987年にはボンネビル・ダム歴史地区の名称の下、アメリカ合衆国国定歴史地区に指定された。

## 歴史
コロンビア川にダムが作られる前の1896年、カスケード閘門群と運河（Cascade Locks and Canal）が建設された。この施設の完成により、この河川を行く船は、ボンネビルの数マイル上流にあるカスケーズ急流を通ることができるようになった。
ニューディール以前、コロンビア川では洪水調節、水力発現、航行、灌漑などを整備することが重要であると考えられていた。アメリカ陸軍工兵司令部は、1929年に発表したその第308報告書において、コロンビア川にダムを10施設ほど建設するように提案したが、実際にこの提案が具体化したのはフランクリン・D・ルーズベルト政権とニューディールの時代になってからだった。当時、アメリカは大恐慌の真っ只中にあったため、ダム建設事業は多くの雇用を創造し、太平洋岸北西部の経済にさまざまな恩恵をもたらした。安価な水力発電によって誕生した産業は多くあったが、中でもアルミニウム産業は注目を集めた。ニューディール時代に突入すると公共工事局からの資金援助を受け、1934年には2つのさらに大規模なプロジェクト、すなわちグランドクーリー・ダム並びにボンネビル・ダムの建設が始動した。3,000人の労働者が8時間のシフトの下、24時間途切れることなく工事が行われた。ダム工事は50セントの時給が支払われた。その他、ダム貯水池に延びる道路の建設も行われた。
ボンネビル・ダムと閘門を作るにあたって、陸軍工兵司令部はまず建設が計画されている中で最大の規模を有するダムを建設し、放流設備を建設し、そこに含まれる数々の区画をその後の建設の研究材料とした。まず関門が発電施設がブラッドフォード島の南側（オレゴン側）に建設され、北側（ワシントン側）には余水吐きが建設された。川の半分をブロックして工事現場をきれいにするために仮締切り堤（コッファーダム）も建設する必要があった。ボンネビル・ダム建設の一部となるこれらのプロジェクトは、1937年に完成を見た。
古くからあったカスケード閘門群と運河は、ダムの裏手に形成したボンネビル貯水池（ボンネビル湖）によって水の底に沈んだ。ボンネビルでの最初となる運河閘門は1938年にオープンしたが、これは当時のシングルリフト閘門としては世界最大の規模を誇った。ダムで水力発電が開始されたのは1937年だが、商業用に送電が開始されたのは1938年になってからのことである。
2基目となる発電施設（とダム構造物）の建設は1974年に始まり、1981年に完成を迎えた。この第2発電施設は河川のワシントン側を広げることによって建設され、この新しい発電所ともともとあった余水吐きの間にはカスケーズ島が作られた。これによって2基となったボンネビルの発電能力は、今や100万キロワットを超えるものとなっている。
1938年の完成当時は世界記録のサイズを誇ったボンネビル閘門であるが、その後コロンビア川やスネーク川の上流のさまざまな場所に閘門が建てられ、これらの川に7つある閘門うち最も小さいものとなった。結局ボンネビルにも新しい閘門の必要になってきたことから、オレゴン側に新しい閘門設備が建設され、1993年にオープンした。古い閘門は現存はしているものの、既に廃門となっている。

## 寸法と統計
出典
- 所有者：アメリカ陸軍工兵司令部ポートランド支部
- 所在地：コロンビア川、オレゴン州ポートランドの約40マイル上流
- 第1発電所：1933年から1937年にかけて建設。ダムの長さ313 m、高さ23 m。10基の発電機があり、名目上の総出力容量は526.7 MW。許容最大容量577 MW。
- 余水吐き：1933年から1937年にかけて建設。18の門が、442 mの長さにかかる。下流側の川の18 m上部にある、上流側の貯水池を維持している。
- 第2発電所：1974年から1982年にかけて建設。ダムの長さ300.5 m、高さ23 m。8基の発電機（と2基の魚のための階段）があり、名目上の総出力容量は558.2 MW。許容最大容量612 MW。
- ボンネビル閘門：1987年から1993年にかけて建設。建設費用は3億4100万米ドル。幅26 m、長さ206 m。通行時間は約30分。1938年に建設された小さな閘門の後継。
- ボンネビル湖：コロンビア川にある長さ77 kmの貯水池。ボンネビル・ダムにより形成。

1987年、アメリカ合衆国国定歴史建造物に指定された。

## 環境・社会への影響
ボンネビル・ダムは、コロンビア川を遡上するシロチョウザメの道を遮断してしまった。シロチョウザメは今でもこの地域のダム下流一帯で産卵をしており、コロンビア川を下った地域では豊かな個体数を保っている。数は激減したがごく一部のシロチョウザメは、上流にある様々な貯水池で棲息している。
この魚類遡上問題を切り抜けるべく、ボンネビル・ダムは魚道を設置し、天然のサケやニジマスがダムを通過して産卵のために上流へと遡上できるような仕組みを作った。産卵期に大量の魚が上流へと向かう光景は、ダムへ訪れる観光客の楽しみの一つとなっている。カリフォルニアアシカもまたこの魚の大群に惹きつけられ、産卵期になるとダムの堤敷あたりでしばしば見られる。2006年までに、頭数が増えたアシカなどがサーモンの個体数に影響を与えるようになり、陸軍工兵司令部や環境活動家の頭を悩ますこととなった。ジョージ・シンプソンらが記録しているように、歴史的にアシカを始めとする鰭脚類は、コロンビア川の河口から320 kmも離れたザダルズやセリロ滝まで移動して魚を獲っていた。

## 電力に関する論議
ボンネビル・ダムの設立当初、発電事業はセンシティブな問題を抱えていた。ボンネビル・ダムは連邦政府の基金によって建設されていた。フランクリン・D・ルーズベルト大統領は、発電した電力を公共の物であるべきと考え、エネルギーの独占防止に取り組んでいた。これに対し、電力の民間売買を唱導する人々は、ルーズベルトの取り組みを政府による不当な干渉であると考え、反対運動を起こした。1937年、ボンネビル計画法をルーズベルトが署名、ボンネビル・ダムで作られる電力に公共性が認められ、ボンネビル電力事業団が設立するに至った。その後の28年間、ボンネビル電力事業団により、年間キロワットあたり17.50米ドルという価格が維持された。

## カタカナ表記
日本語の表記としてはボンネビル・ダムが一番一般的であるが、他にもボナビルダム、ボネビルダム。ボニビルダムの表記が在る。英語の発音的には、「ネ」と「ニ」の間で、若干「ナ」側にも近い。

## ギャラリー

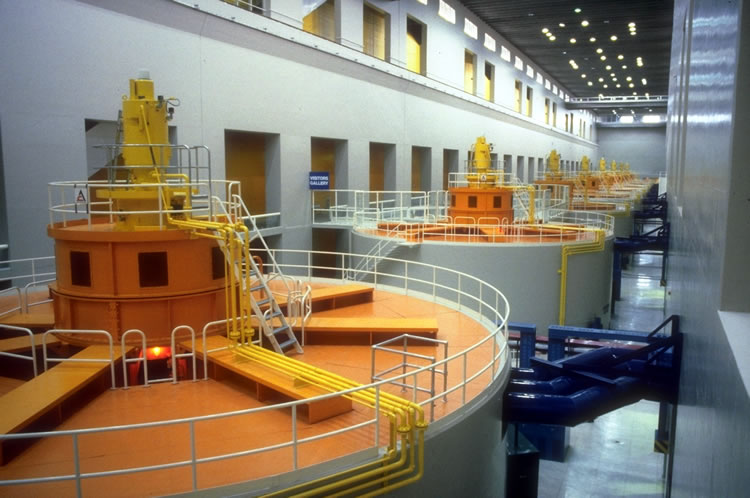
第2発電施設内の発電機
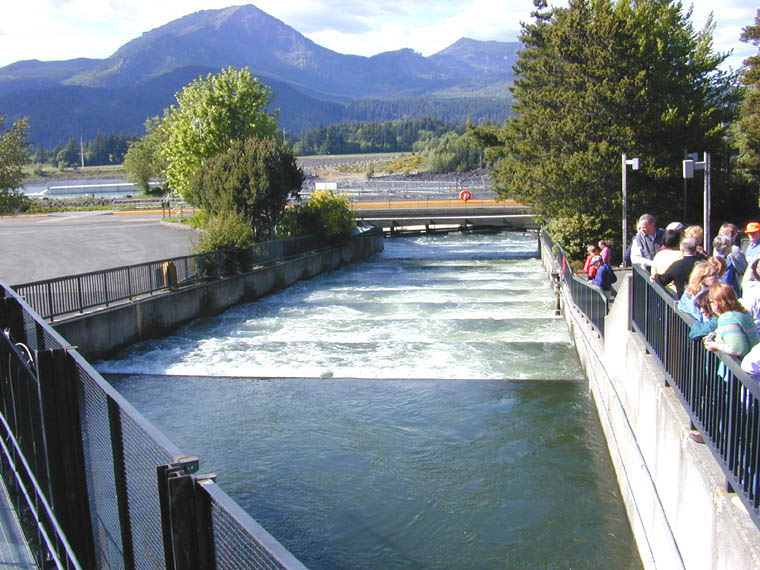
ボンネビル・ダム構内に設けられた魚道
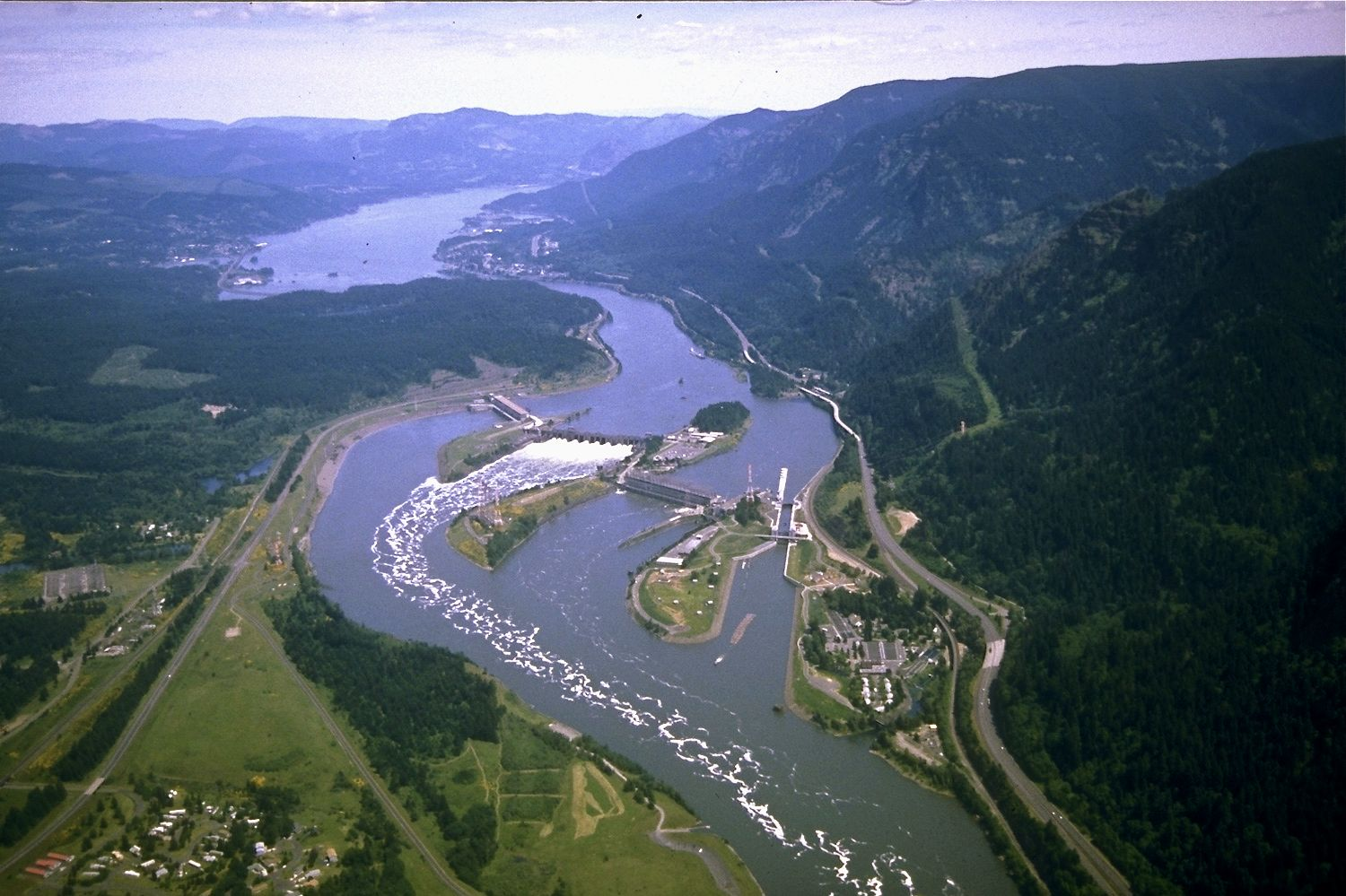
発電施設、ボンネビル閘門（やや右）、ボンネビル湖に附設する余水吐きの空中写真
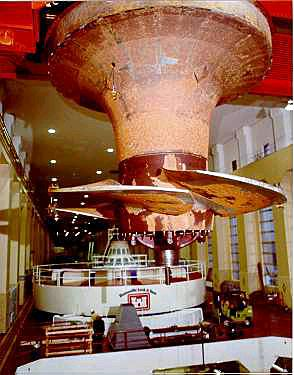
ボンネビル・ダムで61年間稼働したカプラン・タービン
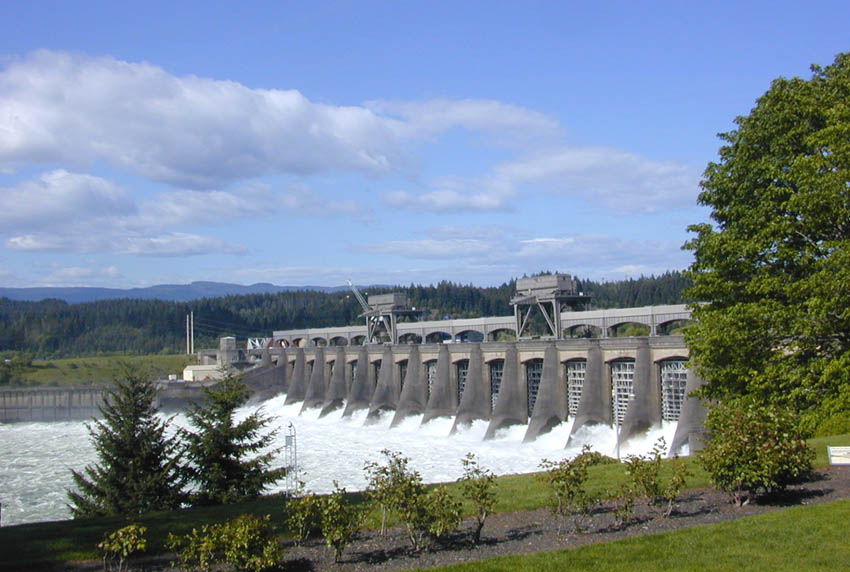
ボンネビル・タムの眺め
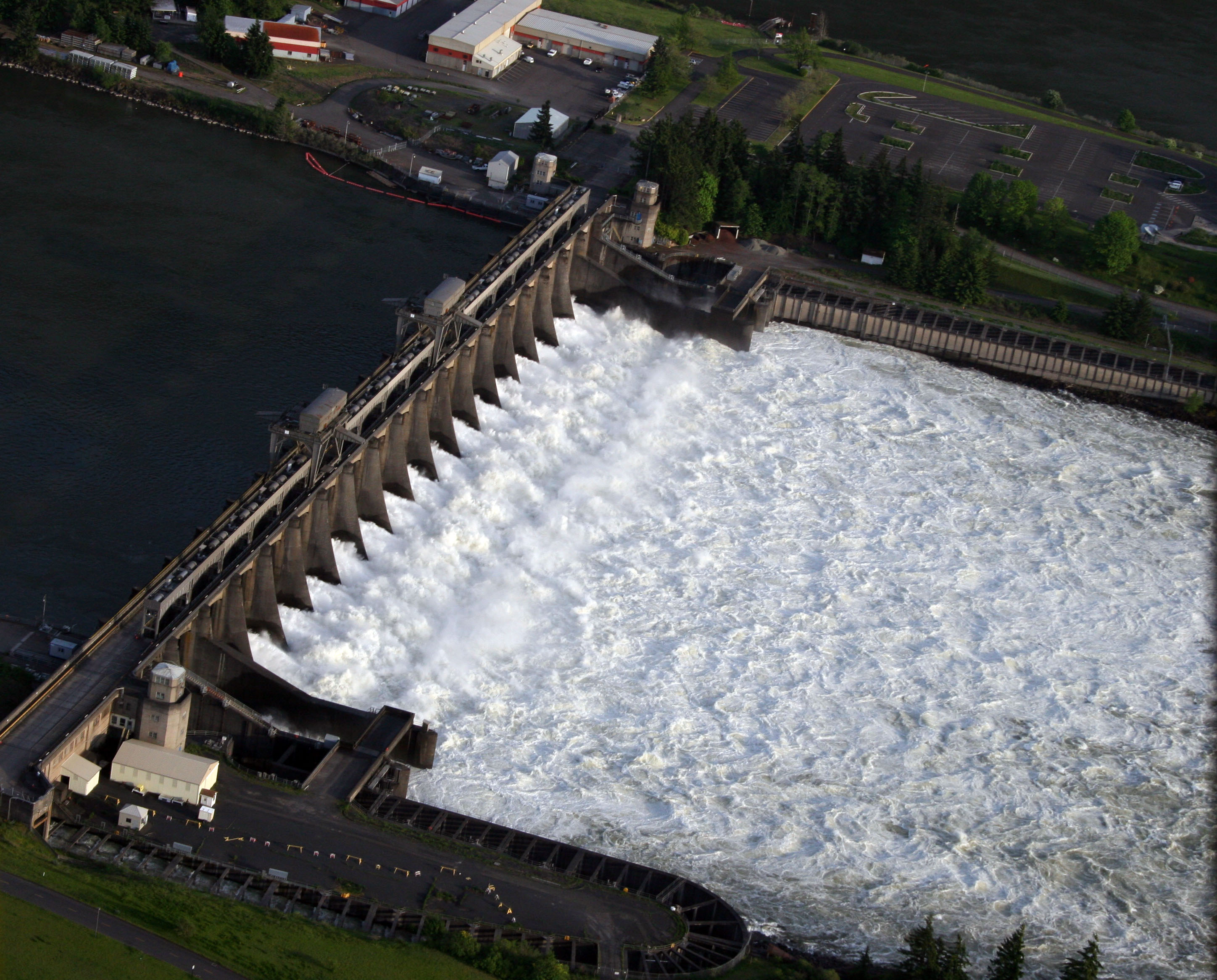
余水吐きの空中写真